# Guzmania plumieri
Pour les articles homonymes, voir Ananas (homonymie).
Espèce
Synonymes
- Brocchinia plumieri Griseb.
- Pitcairnia plumieri (Griseb.) Baker
- Schlumbergeria plumieri (Griseb.) Harms
- Tillandsia martinicensis Baker

L'Ananas-jaune montagne ou Ananas sauvage de montagne, Guzmania plumieri, est une espèce de plantes à fleurs de la famille des Broméliacées originaire des Petites Antilles, de Guyane et du Venezuela.

## Synonymes
- Brocchinia plumieri Griseb.
- Pitcairnia plumieri (Griseb.) Baker
- Schlumbergeria plumieri (Griseb.) Harms
- Tillandsia martinicensis Baker

## Description
Plante haute de 1 mètre, avec les feuilles basales en rosette serrée.

## Distribution
Maquis d'altitude de la Guadeloupe, Martinique, Guyane et de l'état de Bolívar au Venezuela.

## Galerie

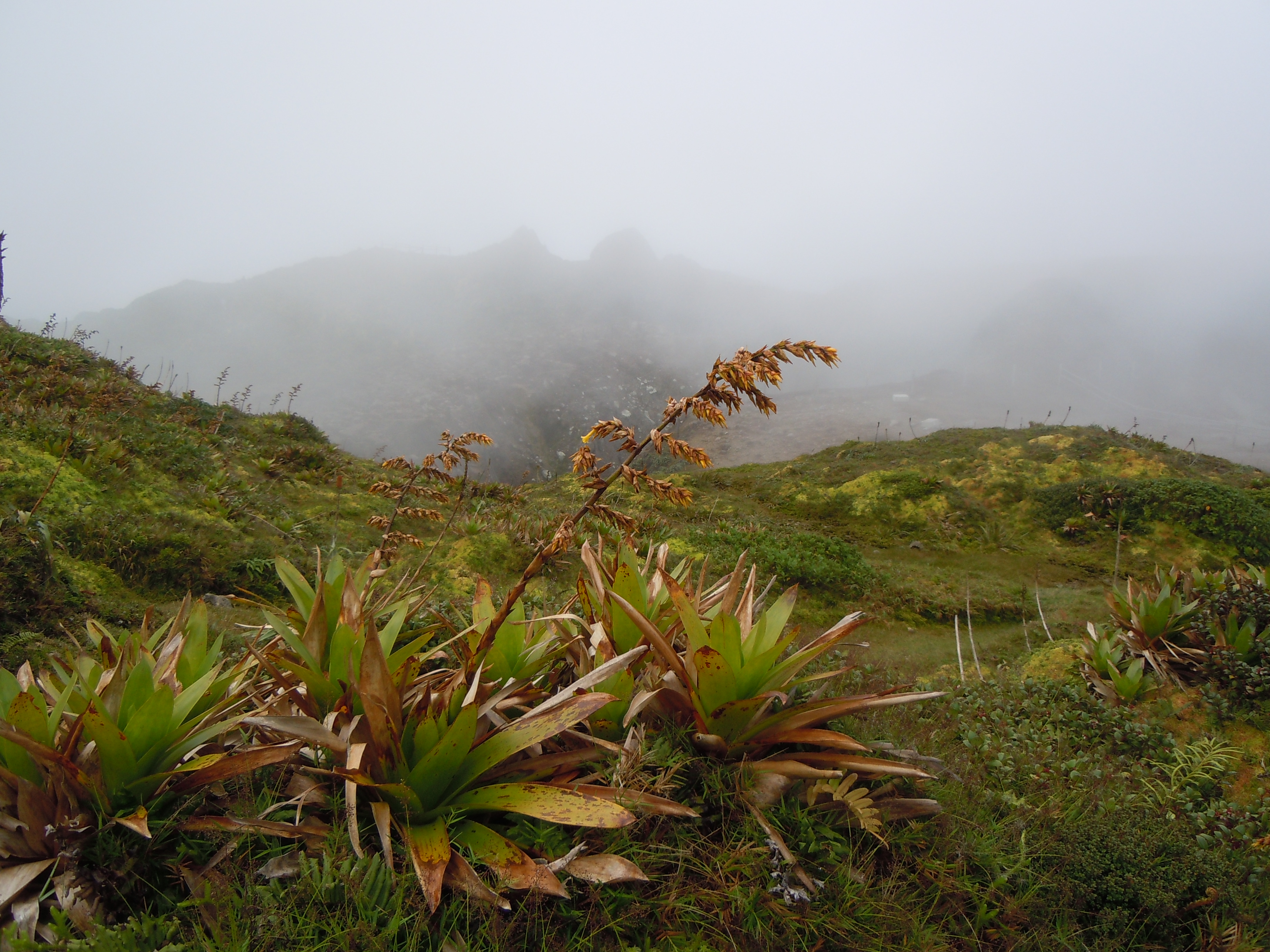
Guzmania plumieri, à la Soufrière (Guadeloupe).
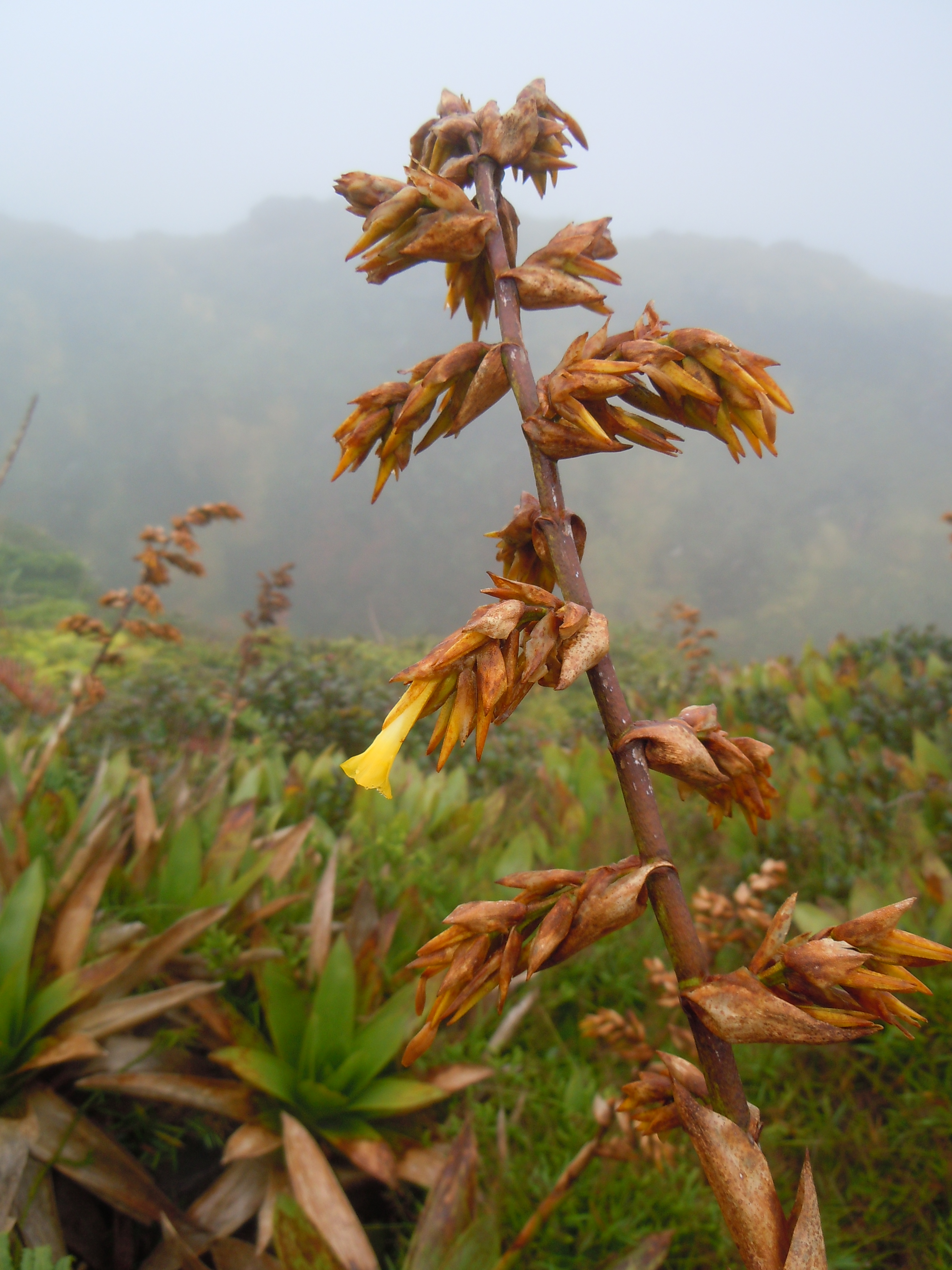
Détail de la hampe florale.